# Manuel Crespo Patiño
Juan Manuel José Crespo y Patiño (Cuenca, 1819 - ibídem, 15 de mayo de 1893) fue el patriarca de la familia Crespo Toral, alcalde de Cuenca y propietario de la hacienda de Quingeo. Fue hijo único del capitán José Crespo y de Ana Patiño y Crespo. Perteneció a ilustres familias cuencanas de origen español, establecidas en la región desde hace varios siglos. Fue bautizado en la parroquia de El Sagrario de Cuenca, el 9 de febrero de 1819.

## Matrimonio y descendencia
Contrajo matrimonio con María Mercedes Antonia Estévez de Toral y Sánchez de la Flor, hermana del Dr. Remigio, obispo de Cuenca, hija del Dr. Rudecindo Estévez de Toral y Coronel de Mora y Francisca Sánchez de la Flor y Grande Suárez. Fueron padres de:
- Rudecindo, b. en Cuenca el 22 de agosto de 1850. Falleció niño.

- Roberto, b. en Cuenca el 29 de septiembre de 1851 y fallecido en la misma ciudad el 14 de febrero de 1923. Distinguido hombre de progreso e industrial. Contrajo matrimonio con Hortensia Ordóñez Mata (1870-1955). Con descendencia.

- Dr. Cornelio, n. en Cuenca en 1855 y f. en Quito en 1904. Fue sacerdote, legislador y parlamentario.

- Virginia, casada con Francisco Tamariz y Morales. Con descendencia.

- Dr. Remigio, n. en Cuenca en 1860 y f. en la misma ciudad en 1939. Distinguidísimo intelectual y escritor cuencano, a veces llamado Príncipe de las Letras Ecuatorianas, fue abogado y notable hombre público, fue coronado Poeta Nacional del Ecuador en 1917. Contrajo matrimonio con Elvira Vega García. Con descendencia.

- Adelaida, soltera.

- Carmen, casada con Guillermo Vega Muñoz. Sin descendencia.

- Mercedes, casada con el Dr. Ignacio Malo Tamariz. Con descendencia.

- Manuel, casado con Eufemia Pozo y Quevedo. Con descendencia.

- Emilio, falleció niño.

- Datos: Q5992705